# Lisov
Lisov (en allemand : Lissowa) est une commune du district de Plzeň-Sud, dans la région de Plzeň, en République tchèque. Sa population s'élevait à 137 habitants en 2022.

## Géographie
Lisov se trouve à 5 km à l'ouest de Stod, à 23 km au sud-ouest de Plzeň et à 108 km à l'ouest-sud-ouest de Prague.
La commune est limitée par Ves Touškov au nord, par Hradec à l'est, par Holýšov au sud, et par Honezovice à l'ouest.

## Histoire
La première mention écrite de la localité date de 1243.

## Galerie

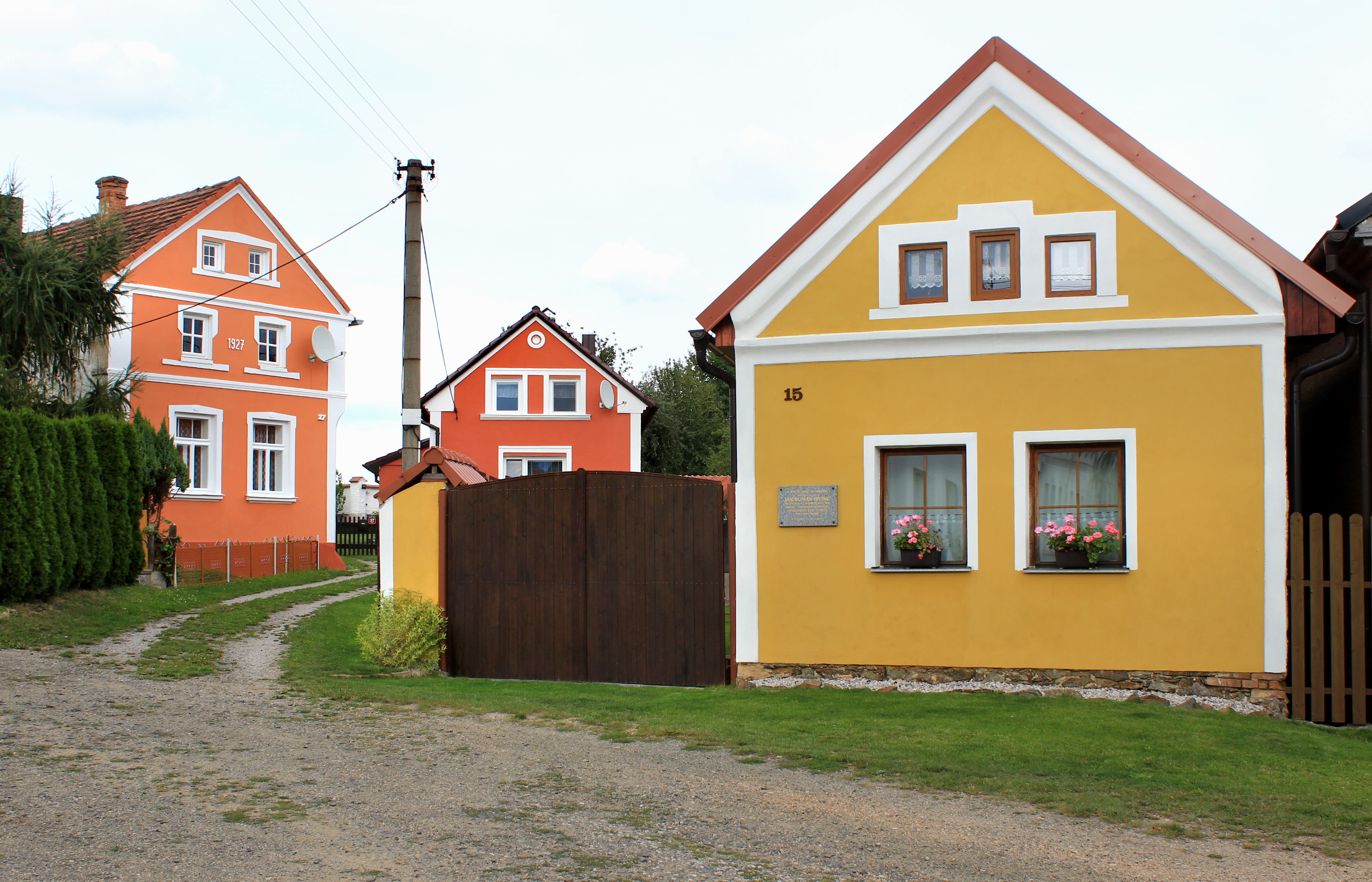
Maisons à Lisov.
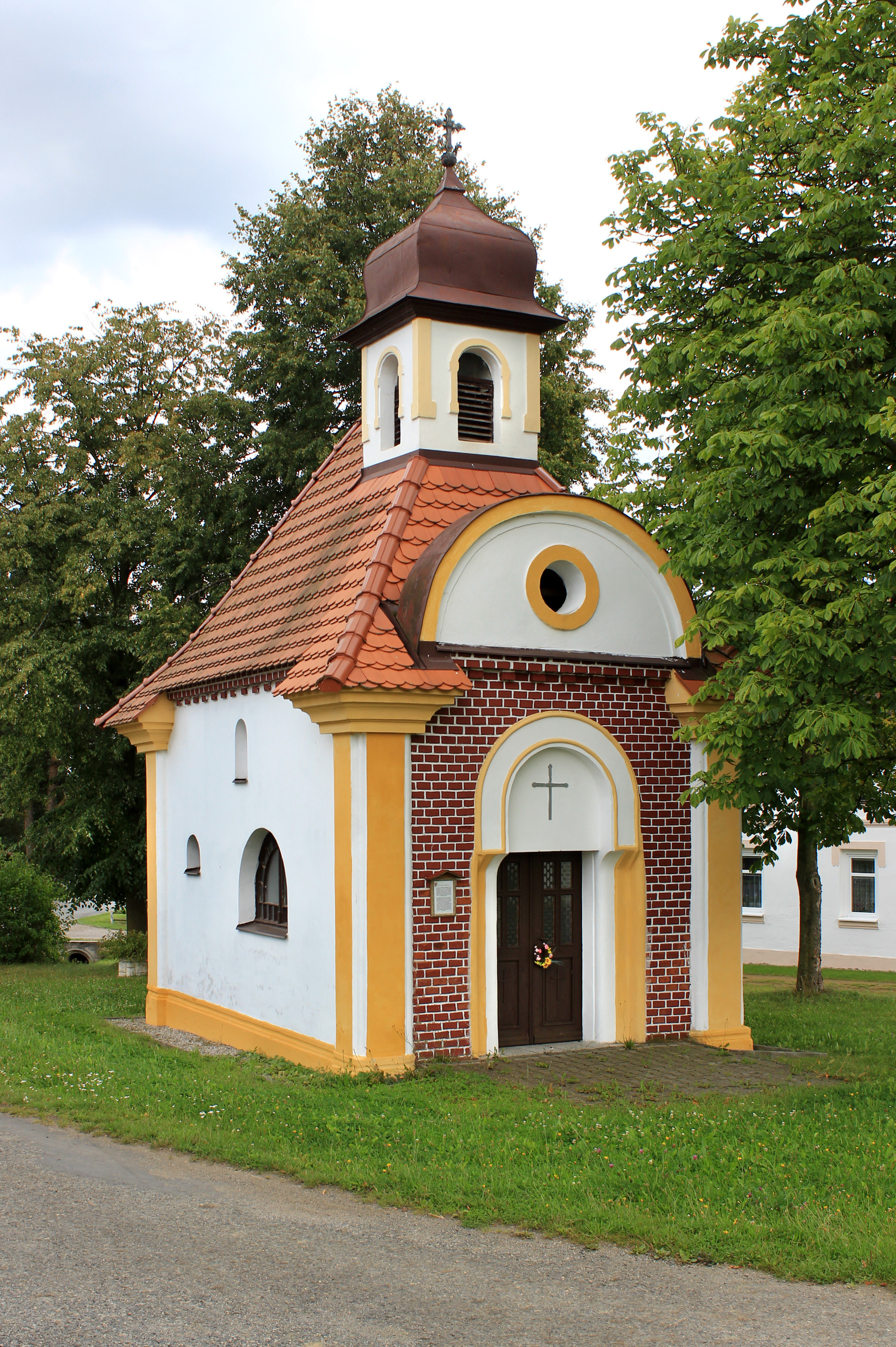
Chapelle à Lisov.
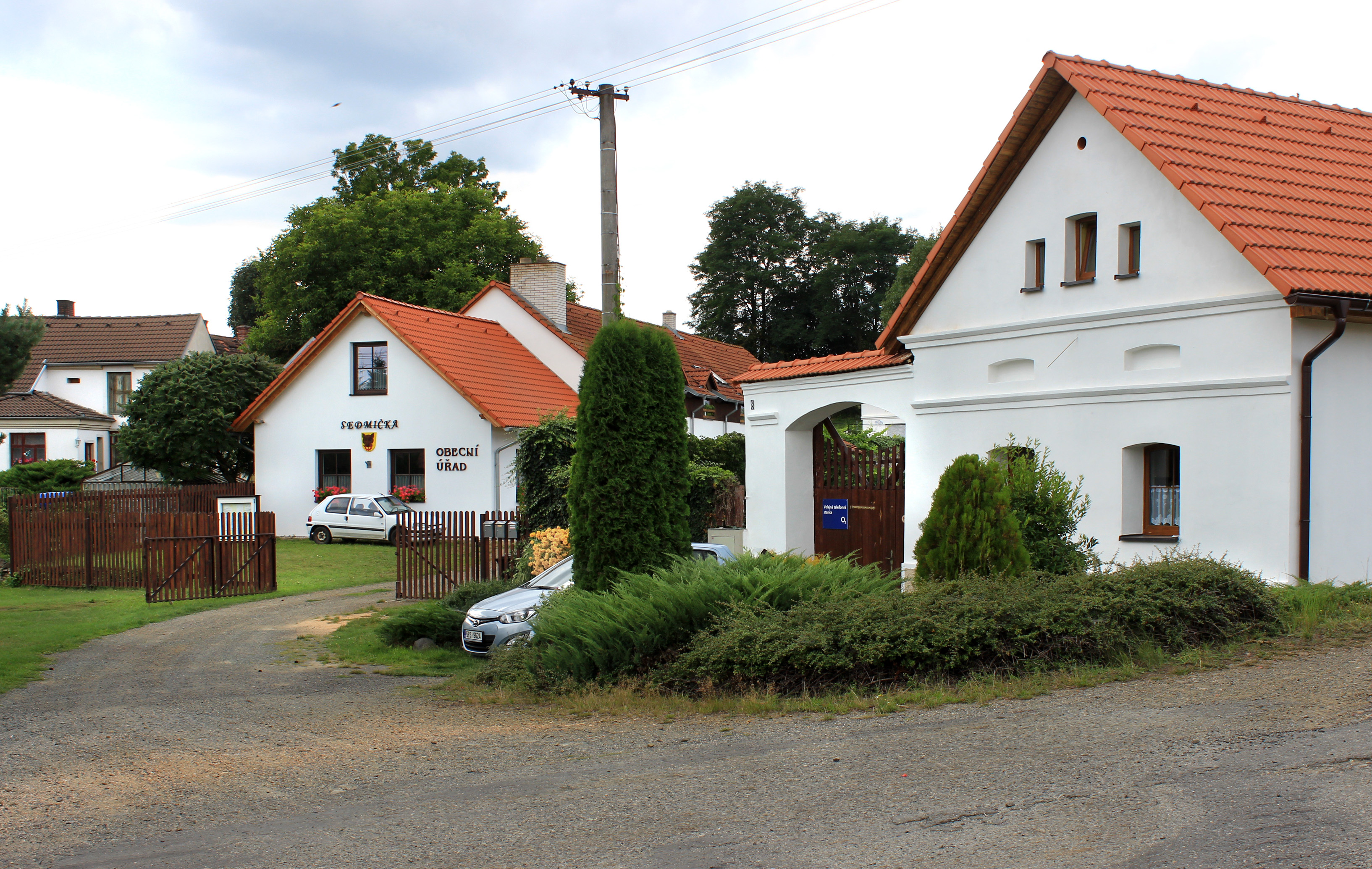
Maisons du village.

## Transports
Par la route, Lisov se trouve à 5 km de Stod, à 26 km de Plzeň et à 119 km de Prague.